# Cantó de Les Pavillons-sous-Bois
El cantó de Les Pavillons-sous-Bois és un antic cantó francès del departament de Sena Saint-Denis, que estava situat al districte de Bobigny. Comptava amb el municipi de Les Pavillons-sous-Bois.
Al 2015 va desaparèixer i el seu territori va passar a formar part del nou cantó de Bondy.

## Municipis
- Les Pavillons-sous-Bois

## Història
| Data d'elecció                           | Identitat        | Partit                                  | Qualitat |
| ---------------------------------------- | ---------------- | --------------------------------------- | -------- |
| 1967-1979                                | Martial Daire    | SFIO, després PS, després Divers gauche |          |
| 1979-1992                                | Michel Courtois  | RPR                                     |          |
| 1992-1998                                | Bernard Portel   | PS                                      |          |
| 1998-2004                                | Philippe Dallier | RPR, després UMP                        |          |
| 2004-                                    | Katia Coppi      | UMP                                     |          |
| les dades anteriors no són pas conegudes |                  |                                         |          |
|                                          |                  |                                         |          |

## Demografia
| A partir de 1990: Població sense dobles comptes |